# Michael Gazzaniga
Michael S. Gazzaniga (né le 12 décembre 1939) est un professeur de psychologie à l'Université de Californie à Santa Barbara, où il dirige le Centre SAGE pour l'étude de l'esprit (SAGE Center for the Study of the Mind). Il est l'un des chercheurs les plus éminents en neurosciences cognitives, l'étude des bases neurales de l'esprit. Il est membre de l'American Academy of Arts & Sciences, de l'Institute of Medicine et de la National Academy of Sciences . 

## Biographie
En 1961, Gazzaniga est diplômé du Dartmouth College. En 1964, il obtient un doctorat en psychobiologie du California Institute of Technology sous la direction de Roger Sperry, avec la responsabilité principale d'initier la recherche sur le phénomène du cerveau scindé chez l'humain. Dans ses travaux ultérieurs, il fait d'importants progrès dans la compréhension de la latéralisation fonctionnelle du cerveau et de la façon dont les hémisphères cérébraux communiquent entre eux. 
Les publications de Gazzaniga comprennent des livres de vulgarisation scientifique tels que The Social Brain, Mind Matters, Nature's Mind, The Ethical Brain et Who's in Charge? Il est également le rédacteur en chef de la série de livres Cognitive Neurosciences publiée par le MIT Press, qui présente le travail de près de 200 scientifiques et est une référence pour le domaine. Sa dernière monographie s'intitule Qui est en charge?: Le libre arbitre et la science du cerveau publié par HarperCollins en 2011. 
Gazzaniga a fondé les Centers for Cognitive Neuroscience à l'Université de Californie à Davis et au Dartmouth College, le Neuroscience Institute et le Journal of Cognitive Neuroscience, dont il est le rédacteur en chef émérite. Gazzaniga était membre du Conseil de bioéthique du président américain George W. Bush. Il a également été directeur du projet Droit et neurosciences, un projet visant à étudier l'intersection du droit et des neurosciences. 
En 2019, le Trinity College de Dublin lui a décerné un doctorat honorifique. 

## Dans la culture
Le travail de Gazzaniga est mentionné dans le roman Peace on Earth de Stanisław Lem. 
En 2010, un volume hommage au travail de Gazzaniga a été publié, contenant des contributions de Joseph LeDoux, Stephen Kosslyn, Steven Pinker et d'autres.

## Études
Gazzaniga a dirigé des études pionnières sur l'apprentissage et la compréhension des patients à cerveau scindé et sur le fonctionnement de leur cerveau. Il a effectué de nombreuses études et fait de grandes quantités de recherches sur les patients souffrant du phénomène de cerveau scindé, et ce, pour fournir une meilleure compréhension de la vie des personnes touchées par ce phénomène rare. Il a étudié comment les personnes qui ont les deux moitiés du cerveau séparées fonctionnent par rapport à celles qui n'en ont pas. Gazzaniga a étudié les fonctions corporelles contrôlées par chaque moitié du cerveau. Il a examiné ce que les patients à cerveaux divisés sont capables de faire en raison de leur condition, comme la capacité de dessiner deux objets différents avec chaque main, une capacité qu'une personne avec un cerveau non divisé est incapable de faire. Il a étudé comment les personnes, qui ont un cerveau divisé, agissent émotionnellement et physiquement par rapport à ceux qui n'ont pas de cerveau divisé. Grâce aux études de Gazzaniga, une compréhension beaucoup plus grande du phénomène du cerveau scindé a été possible,. 

### Patient W.J.
Le patient W.J. était un parachutiste de la Seconde Guerre mondiale qui s'est fait blessé à la tête par un coup de crosse de fusil, après quoi il a commencé à avoir des crises d'épilepsie. Avant son opération pour tenter de corriger les crises, Gazzaniga a testé ses fonctions cérébrales. Cela comprenait la présentation de stimuli aux champs visuels gauche et droit et l'identification d'objets dans ses mains qui étaient hors de son champ de vision. Il a été en mesure d'accomplir ces tâches parfaitement et par la suite, il a subi une opération de chirurgie consistant en un sectionnement du corps calleux et sa commissure antérieure séparant de fait le cerveau du patient en deux morceaux détachés et ce dans le but d'empécher les crises d'épilepsie de se propager à l'ensemble du cerveau. Après sa chirurgie, W.J. a été de nouveau amené pour des tests avec Gazzaniga dans lesquels des stimuli tels que des lettres et des éclats de lumière étaient projetés vers les champs visuels gauche et droit. Les stimuli flashés sur le champ visuel droit ont été traités par l'hémisphère gauche du cerveau, qui contient notamment le centre de la langue, il a donc pu appuyer sur un bouton pour indiquer qu'il avait vu le stimulus et il pouvait rapporter verbalement ce qu'il avait vu. Cependant, lorsque les stimuli clignotaient dans le champ visuel gauche, et donc dans l'hémisphère droit, il appuyait sur le bouton, mais ne pouvait pas rapporter verbalement avoir vu quoi que ce soit. Quand ils ont modifié l'expérience pour lui faire pointer avec le main le stimulus qui a été présenté à son champ visuel gauche et ne pas avoir à l'identifier verbalement, il a pu effectuer cette tâche avec précision,. 
Le corps calleux scindé du patient W.J. pourrait également causer des conflits entre les hémisphères. Par exemple chaque main est contrôlée par l'hémisphère opposé et il n'y a chez W.J. aucune communication entre les deux. Il en a résulté des conflits frappants. Par exemple, une main pouvait se tendre pour ouvrir une portière de voiture tandis que l'autre tentait d'empêcher cette main d'ouvrir la portière. 

### Patient P.S.
Le patient P.S. était un adolescent chez qui il a été démontré que la compréhension du langage était possible dans l'hémisphère droit. Lorsque le mot « petite amie » était flashé sur son champ visuel gauche, et donc son hémisphère droit, il ne pouvait pas pu dire verbalement le nom de sa « petite amie », mais il réussissait à l'épeler le nom « Liz » avec des tuiles Scrabble. Cela suggère que même si le langage verbal n'était pas possible dans l'hémisphère droit, il y avait une forme de langage possible par des gestes et des mouvements de la main gauche,. 

## Publications
- Michael S. Gazzaniga, The Bisected Brain, New York, Appleton-Century-Crofts, 1970 (ISBN 978-0-390-35278-1)
- Michael S. Gazzaniga et Joseph E. LeDoux, The Integrated Mind, New York, Plenum Pr., 1978, 168 p. (ISBN 978-0-306-31085-0)
- Michael S. Gazzaniga, Social Brain : Discovering the Networks of the Mind, Basic Books, 1987, 219 p. (ISBN 978-0-465-07850-9, lire en ligne)
- Michael S. Gazzaniga, Mind Matters : How Mind and Brain Interact to Create our Conscious Lives, Boston, Houghton Mifflin, 1988, 255 p. (ISBN 978-0-395-50095-8, lire en ligne)
- Michael S. Gazzaniga, Nature's Mind : The Biological Roots of Thinking, Emotions, Sexuality, Language and Intelligence, New York, BasicBooks, 1992, 240 p. (ISBN 978-0-465-04863-2, lire en ligne)
- Michael S. Gazzaniga, The Mind's Past, Berkeley, Calif, University of California Press, 2000, 201 p. (ISBN 978-0-520-22486-5, lire en ligne)
- Michael S. Gazzaniga, The Ethical Brain, New York u.a., Dana Press, 2005, 201 p. (ISBN 978-1-932594-01-0, lire en ligne)
- (en) Carl Senior, Tamara Russell et Michael S. Gazzaniga, Methods in Mind, Cambridge, MA, MIT Press, 2006, 1re éd., 382 p. (ISBN 978-0-262-19541-6, lire en ligne)
- Michael S. Gazzaniga, Richard B. Ivry et George R. Mangun, Cognitive Neuroscience : The Biology of the Mind, New York, 2009, 3e éd., 731 p. (ISBN 978-0-393-92795-5)
- Michael S. Gazzaniga, Human : The Science Behind What Makes Us Unique, New York, 2009, 1re éd., 464 p. (ISBN 978-0-06-089289-0)
- Michael S. Gazzaniga, Who's in Charge? : Free Will and the Science of the Brain, New York, NY, 2011, 1re éd., 260 p. (ISBN 978-0-06-190610-7)
- Michael S. Gazzaniga, Tales from Both Sides of the Brain : A Life in Neuroscience, New York, NY, 2015, 1re éd. (ISBN 978-0-06-222880-2, lire en ligne)
- Michael S. Gazzaniga, The Consciousness Instinct : Unraveling the Mystery of How the Brain Makes the Mind, New York, NY, 2018, 1re éd., 288 p. (ISBN 978-0-374-71550-2)

## Voir également
- Split-brain
- Latéralisation de la fonction cérébrale
- Latéralité
- Bicaméralité
- La société de l'esprit
- Asymétrie cérébrale
- Syndrome de la main étrangère